# Rodrigo Caio
Rodrigo Caio Coquette Russo dit Rodrigo Caio, né le 17 août 1993 à Dracena au Brésil, est un ancien footballeur brésilien qui évoluait au poste de défenseur central.

## Carrière

### En club
Le 13 juin 2015, le club de Valence tombe d'accord avec le São Paulo FC pour le transfert de Rodrigo Caio contre la somme de 12,5 millions d'euros. Cependant, le transfert est annulé fin juin à la suite de la visite médicale du joueur qui révèle un problème aux genoux.
Le 30 juin 2015, un autre accord est trouvé, cette fois avec l'Atletico de Madrid, pour un prêt d'un an avec option d'achat à 12,5 millions d'euros. Caio passe avec succès la visite médicale du club madrilène, mais à sa demande, le prêt est finalement annulé par les dirigeants du São Paulo FC où Caio souhaite rester.
Le 27 mars 2017, le joueur prolonge son contrat avec Sao Paulo jusqu'en 2021.
Le 29 décembre 2018, il s'engage pour cinq saisons avec Flamengo, contre 5 millions d'euros,.

### En sélection
À l'été 2016, il fait partie de l'équipe du Brésil qui remporte les Jeux olympiques.

## Palmarès

### Club
São Paulo FC
- Copa Sudamericana
  - Vainqueur (1) : 2012

- Recopa Sudamericana
  - Finaliste : 2013

 Flamengo
- Copa Libertadores
  - Vainqueur (2) en 2019, 2022
  - Finaliste en 2021

- Championnat du Brésil
  - Champion (2) en 2019 et 2020

- Campeonato Carioca
  - Champion (2) en 2019 et 2020
- Recopa Sudamericana
  - Vainqueur (1) en  2020
- Supercoupe du Brésil
  - Vainqueur (2) en 2020 et 2021
  - Finaliste en 2022 et 2023
- Coupe du Brésil
  - Vainqueur (1) en  2022
  - Finaliste en 2023

### Sélection
Brésil -20 ans
- Tournoi de Toulon
  - Vainqueur (1) : 2014 et meilleur joueur

Brésil Olympique
- Jeux olympiques d'été de 2016 :
  - Vainqueur (1) : 2016

## Statistiques
| Saison                | Club                  | Championnat           | Championnat | Championnat | Coupe(s) nationale(s) | Coupe(s) nationale(s) | Compétition(s) continentale(s) | Compétition(s) continentale(s) | Compétition(s) continentale(s) | Recopa Sudamericana | Recopa Sudamericana | Brésil | Brésil | Total | Total |
| Saison                | Club                  | Division              | M.          | B.          | M.                    | B.                    | Comp.                          | M.                             | B.                             | M.                  | B.                  | M.     | B.     | M.    | B.    |
| 2011                  | São Paulo FC          | Brasileirão           | 8           | 0           | 0                     | 0                     | CS                             | -                              | -                              | -                   | -                   | -      | -      | 8     | 0     |
| 2012                  | São Paulo FC          | Brasileirão           | 7           | 0           | 3                     | 0                     | CS                             | 1                              | 0                              | -                   | -                   | -      | -      | 11    | 0     |
| 2013                  | São Paulo FC          | Brasileirão           | 36          | 3           | 11                    | 1                     | CL                             | 8                              | 0                              | 2                   | 0                   | -      | -      | 57    | 4     |
| 2014                  | São Paulo FC          | Brasileirão           | 8           | 0           | 17                    | 1                     | CS                             | -                              | -                              | -                   | -                   | -      | -      | 25    | 1     |
| 2015                  | São Paulo FC          | Brasileirão           | 23          | 1           | 3                     | 0                     | CL                             | 9                              | 0                              | -                   | -                   | -      | -      | 35    | 1     |
| 2016                  | São Paulo FC          | Brasileirão           | 20          | 1           | 12                    | 2                     | CL                             | 13                             | 0                              | -                   | -                   | 1      | 0      | 46    | 3     |
| 2017                  | São Paulo FC          | Brasileirão           | 4           | 0           | 11                    | 2                     | CS                             | 2                              | 0                              | -                   | -                   | 3      | 0      | 20    | 2     |
| Total sur la carrière | Total sur la carrière | Total sur la carrière | 106         | 5           | 63                    | 6                     | -                              | 27                             | 0                              | 2                   | 0                   | 4      | 0      | 202   | 11    |